# Tachymarptis melba
Il rondone maggiore, rondone maggiore eurasiatico o rondone alpino (Tachymarptis melba Linnaeus, 1758) è un uccello della famiglia degli Apodidae.

## Descrizione
Come il nome stesso suggerisce è un apodiforme di grosse dimensioni con una lunghezza che oscilla tra i 20–23 cm e un'apertura alare di 51–58 cm.
Le parti superiori sono grigio-scure, mentre le parti inferiori presentano il ventre e la gola bianchi, non sempre facili da vedere in volo.

## Biologia

### Comportamento
Il rondone maggiore possiede zampe troppo corte rispetto al corpo per poter spiccare il volo da terra, ma è un ottimo arrampicatore, in grado di scalare un muro fino all'altezza ideale per planare e volare.
È un uccello estremamente specializzato e quindi adattato a svolgere quasi tutte le sue funzioni vitali in volo (compresi accoppiamento e dormire) e per quanto se ne sa posa i piedi solo per deporre le uova e allevare i piccoli.

### Alimentazione
Si nutre di insetti che cattura in volo grazie alla bocca di grosse dimensioni.

### Riproduzione

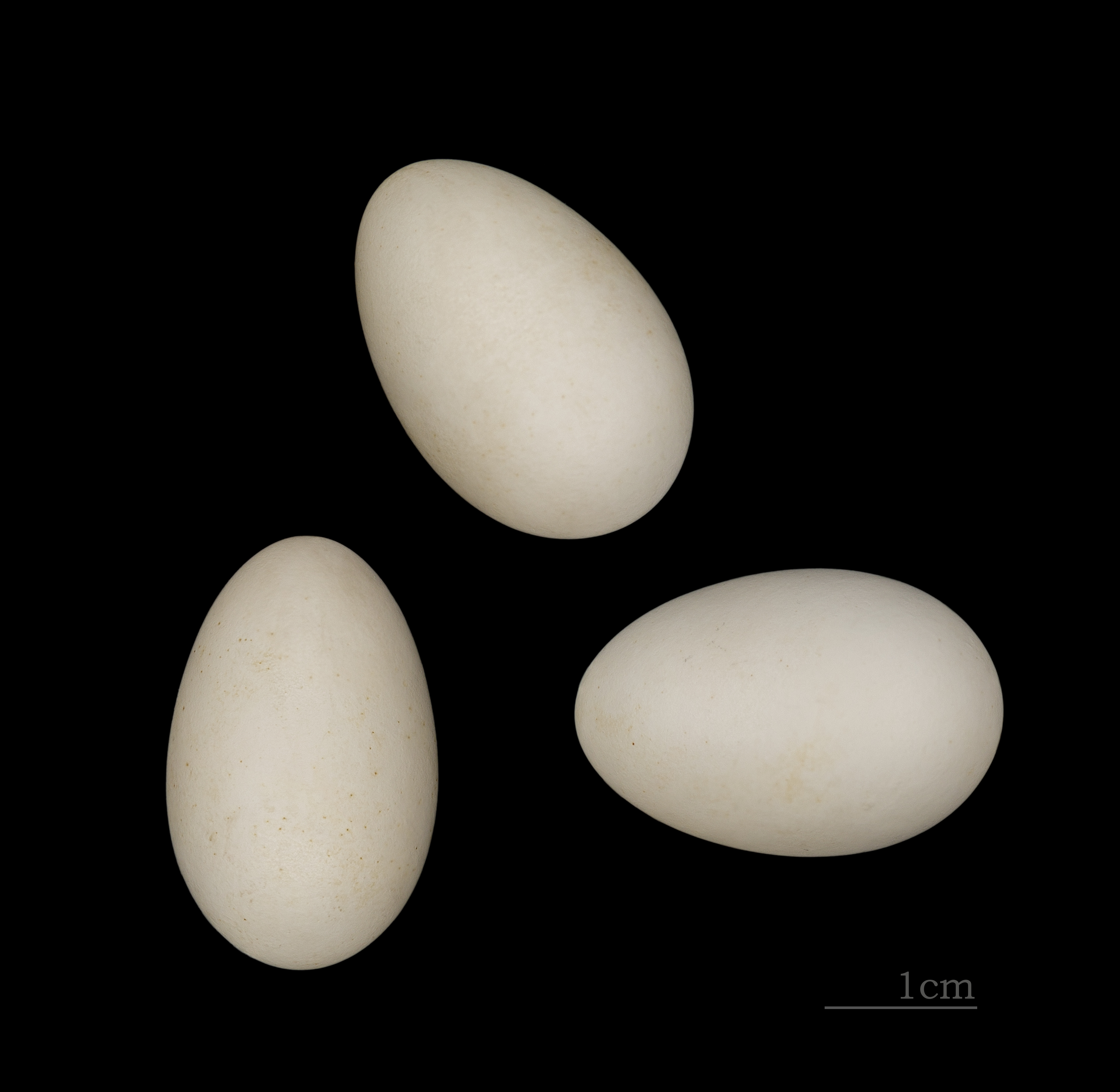
Uova di Tachymarptis melba

Come diverse specie di apodiformi il rondone maggiore stabilisce dei legami di coppia che li uniscono per tutta la vita ed è estremamente legato al sito di nidificazione.

## Distribuzione e habitat
Il Rondone maggiore vive in Europa, Asia, ed Africa del Nord, in Italia nidifica nei centri urbani con quote abbastanza elevate o nelle fessure delle pareti rocciose. Migratore a lungo raggio, svernante in Africa Meridionale.

## Sistematica
Qualche autore chiama questa specie Apus melba.

Il rondone maggiore ha 9 sottospecie:
- Tachymarptis melba africanus
- Tachymarptis melba archeri
- Tachymarptis melba bakeri
- Tachymarptis melba marjoriae
- Tachymarptis melba maximus
- Tachymarptis melba melba
- Tachymarptis melba nubifugus
- Tachymarptis melba tuneti
- Tachymarptis melba willsi